# Окулярник вакатобський
Окулярник вакатобський (Zosterops flavissimus) — вид горобцеподібних птахів родини окулярникових (Zosteropidae). Ендемік Індонезії. Довгий час вважався підвидом цитринового окулярника, однак за результатами генетичного дослідження, опублікованого в 2019 році, був визнаний окремим видом.

## Опис
Довжина птаха становить 11-12 см. Верхня частина тіла зелена. Нижня частина тіла яскраво-жовта, що вирізняє вакатобського окулярника з-поміж інших споріднених видів. Крила темно-сіро-коричневі. Навколо очей білі кільця, що перетинаються чорними смугами, які ідуть від дзьоба до очей. Лапи сизі, дзьоб зверху буруватий, знизу сизий.

## Поширення і екологія
Вакатобський окулярник є ендеміком Вакатобських островів. Живе в гірських тропічних лісах на висоті від 800 м над рівнем моря і вище.